# Pterolophia mimoconsularis
Pterolophia mimoconsularis là một loài bọ cánh cứng trong họ Cerambycidae.